# Wahl Stanislaus II. August zum polnischen König (Canaletto)
Wahl Stanislaus II. August zum polnischen König ist ein Ölgemälde des Canaletto genannten Malers Bernardo Bellotto, das dieser 1778 in Warschau gemalt hat. Es befindet sich dort im Königsschloss im Canaletto-Saal.

## Bildbeschreibung
Das Bild zeigt die letzte Freie Königswahl in Polen-Litauen im Jahr 1764 auf dem Wahlfeld in Wola, bei der Stanislaus II. August Poniatowski gewählt worden ist. Stanislaus II. August war auch Auftraggeber des Bildes.